# Kostel Nanebevstoupení Páně (Lampertice)
Římskokatolický kostel Nanebevstoupení Páně v Lamperticích na Trutnovsku pochází z let 1906 až 1911, ač na první pohled působí starším dojmem. V době výstavby byl filiálním kostelem ve farnosti Bernartice, nyní se zde bohoslužby již nekonají a kostel patří do farnosti Žacléř, spravované excurrendo z Trutnova.

## Historie
V dřívějších dobách obyvatelé Lampertic navštěvovali kostel Nanebevzetí Panny Marie v sousedních Bernarticích. Absence kostela přímo v Lamperticích se nepochybně stala závažnější s nárůstem počtu obyvatel v 19. století. Za účelem shromáždění prostředků na výstavbu kostela byl založen fond, jehož základem se na základě návrhu starosty učiněného na zasedání obecního zastupitelstva dne 23. prosince 1886 stal přebytek obecního rozpočtu ve výši 8 zlatých a 16 krejcarů. Vybraná suma rok od roku rostla. Dne 17. dubna 1904 byl oficiálně založen Spolek pro stavbu kostela, který od roku 1904 převzal správu vybraných finančních prostředků. Iniciátorem vzniku spolku byl učitel Friedrich Patzak, který se stal i jeho prvním předsedou. K 31. prosinci 1905 bylo vybráno 7 941 korun a 59 haléřů.
V roce 1906 byl položen základní kámen ke stavbě a stavba pokračovala až do roku 1911, kdy byl kostel dokončen. Dne 7. května 1911 byl pak kostel vysvěcen. V roce 1949 se lampertický kostel stal jedním z nemnoha míst na Trutnovsku, kde se i přes zákaz četl 26. června z kazatelny pastýřský list Hlas biskupů a ordinářů věřícím v hodině velké zkoušky.
Ve druhé půli 20. století kostel výrazně zchátral, část inventáře byla rozkradena.

## Stavební podoba
Kostel je jednolodní stavba, presbytářem orientovaná k severovýchodu. Stojí na okraji místního hřbitova. Vstupnímu průčelí je představena štíhlá věž, jejíž podvěží tvoří vstupní předsíň kostela. Kostelní loď osvětlují dvě dvojice oken s půlkruhovými závěry. Presbytář je oproti lodi užší, uzavřený polygonálně.